# Districtul Sak Lek
Sak Lek (în thailandeză สากเหล็ก) este un district (Amphoe) din provincia Phichit, Thailanda, cu o populație de 24.376 de locuitori și o suprafață de 176,4 km².

## Componență
Districtul este subdivizat în 5 subdistricte (tambon), care sunt subdivizate în 44 de sate (muban).
| Nr. | Nume          | În thailandeză | Sate | Locuitori |  |
| --- | ------------- | -------------- | ---- | --------- |  |
| 1.  | Sak Lek       | สากเหล็ก        | 15   | 13,499    |  |
| 2.  | Tha Yiam      | ท่าเยี่ยม         | 6    | 3,114     |  |
| 3.  | Khlong Sai    | คลองทราย       | 10   | 2,534     |  |
| 4.  | Nong Ya Sai   | หนองหญ้าไทร     | 6    | 2,305     |  |
| 5.  | Wang Thap Sai | วังทับไทร        | 7    | 2,924     |  |